# Michael Hadrava
Michael Hadrava (ur. 10 stycznia 1995 w Pilźnie) – czeski siatkarz, grający na pozycji libero. Od sezonu 2018/2019 występuje w drużynie AERO Odolena Voda.
Jego dziadek Josef i ojciec Milan byli siatkarzami. Również jego starszy brat Jan jest siatkarzem.